# Élections législatives de 1993 dans la Seine-Maritime
Les élections législatives françaises de 1993 se déroulent les 21 et 28 mars 1993. Dans le département de Seine-Maritime, douze députés sont à élire dans le cadre de douze circonscriptions.

## Élus
| Circonscription                                 | Député sortant                                | Parti | Parti | Député élu ou réélu      | Parti | Parti      |
| ----------------------------------------------- | --------------------------------------------- | ----- | ----- | ------------------------ | ----- | ---------- |
| 1re                                             | Michel Bérégovoy                              |       | PS    | Jeanine Bonvoisin        |       | UDF (CDS)  |
| 2e                                              | Dominique Gambier                             |       | PS    | Pierre Albertini         |       | UDF (PPDF) |
| 3e                                              | Pierre Bourguignon                            |       | PS    | Michel Grandpierre       |       | PCF        |
| 4e                                              | Laurent Fabius                                |       | PS    | Laurent Fabius           |       | PS         |
| 5e                                              | Jean-Claude Bateux                            |       | PS    | Jean-Claude Bateux       |       | PS         |
| 6e                                              | Paul Dhaille                                  |       | PS    | Denis Merville           |       | RPR        |
| 7e                                              | Antoine Rufenacht                             |       | RPR   | Antoine Rufenacht        |       | RPR        |
| 8e                                              | André Duroméa*                                |       | PCF   | Daniel Colliard          |       | PCF        |
| 9e                                              | Jean Vittrant* suppléant de Frédérique Bredin |       | PS    | Charles Revet            |       | UDF (PR)   |
| 10e                                             | Jean-Marie Leduc                              |       | PS    | Alfred Trassy-Paillogues |       | RPR        |
| 11e                                             | Jean Beaufils                                 |       | PS    | Édouard Leveau           |       | RPR        |
| 12e                                             | Alain Le Vern                                 |       | PS    | Alain Le Vern            |       | PS         |
| * député sortant ne se représentant pas en 1993 |                                               |       |       |                          |       |            |

## Positionnement des partis
Les candidats d'alliance RPR-UDF et divers droite se présentent sous la bannière de l'Union pour la France et ceux du Parti socialiste derrière l'Alliance des Français pour le Progrès. Par ailleurs, Les Verts et Génération écologie s'unissent sous l'étiquette Entente des écologistes.

## Résultats

### Résultats à l'échelle du département
| Parti                 | Parti                                       | Premier tour | Premier tour | Second tour | Second tour | Sièges |
| Parti                 | Parti                                       | Voix         | %            | Voix        | %           | Sièges |
| --------------------- | ------------------------------------------- | ------------ | ------------ | ----------- | ----------- | ------ |
|                       | Rassemblement pour la République            | 108 011      | 19,80        | 149 541     | 27,42       | 4      |
|                       | Union pour la démocratie française          | 87 983       | 16,13        | 131 351     | 24,08       | 3      |
|                       | Divers droite                               | 14 364       | 2,63         |             |             | 0      |
|                       | Centre national des indépendants et paysans | 1 136        | 0,21         | 0           |             |        |
|                       | Union pour la France                        | 211 494      | 38,78        | 280 892     | 51,50       | 7      |
|                       |                                             |              |              |             |             |        |
|                       | Parti socialiste                            | 129 695      | 23,78        | 204 695     | 37,53       | 3      |
|                       | Divers gauche                               | 731          | 0,13         |             |             | 0      |
|                       | Alliance des Français pour le progrès       | 130 426      | 23,91        | 204 695     | 37,53       | 3      |
|                       |                                             |              |              |             |             |        |
|                       | Génération écologie                         | 23 814       | 4,37         |             |             | 0      |
|                       | Les Verts                                   | 19 982       | 3,66         | 0           |             |        |
|                       | Entente des écologistes                     | 43 796       | 8,03         |             |             | 0      |
|                       |                                             |              |              |             |             |        |
|                       | Parti communiste français                   | 67 378       | 12,35        | 38 766      | 7,11        | 2      |
|                       | Front national                              | 66 082       | 12,12        | 7 190       | 1,32        | 0      |
|                       | Divers écologiste dont LT-LNÉ               | 10 675       | 1,96         |             |             | 0      |
|                       | Extrême gauche dont LCR, LO et PT           | 10 663       | 1,96         | 0           |             |        |
|                       | Divers                                      | 4 882        | 0,90         | 0           |             |        |
|                       |                                             |              |              |             |             |        |
| Inscrits              | Inscrits                                    | 819 260      | 100,00       | 819 313     | 100,00      | 12     |
| Abstentions           | Abstentions                                 | 245 752      | 30           | 245 223     | 29,93       |        |
| Votants               | Votants                                     | 573 508      | 70           | 574 090     | 70,07       |        |
| Blancs et nuls        | Blancs et nuls                              | 28 112       | 4,9          | 42 547      | 7,41        |        |
| Exprimés              | Exprimés                                    | 545 396      | 95,1         | 531 543     | 92,59       |        |
| Source : Data.gouv.fr |                                             |              |              |             |             |        |

### Résultats par circonscription

#### Première circonscription (Rouen)
| Candidat       | Candidat                 | Parti          | Premier tour | Premier tour | Second tour | Second tour |  |
| Candidat       | Candidat                 | Parti          | Voix         | %            | Voix        | %           |  |
| -------------- | ------------------------ | -------------- | ------------ | ------------ | ----------- | ----------- |  |
|                | Jeanine Bonvoisin élu    | UDF (CDS)      | 16 925       | 45,16        | 22 076      | 61,42       |  |
|                | Michel Bérégovoy sortant | PS (ADFP)      | 6 771        | 18,07        | 13 867      | 38,58       |  |
|                | Dominique Chaboche       | FN             | 4 704        | 12,55        |             |             |  |
|                | Irène Pergent            | Les Verts (EÉ) | 3 375        | 9,01         |             |             |  |
|                | Didier Chartier          | PCF            | 2 282        | 6,09         |             |             |  |
|                | Jean-Paul Delafênetre    | Divers droite  | 922          | 2,46         |             |             |  |
|                | Anne Hodgkinson          | LT-LNÉ         | 919          | 2,45         |             |             |  |
|                | Gisèle Lapeyre           | LO             | 879          | 2,35         |             |             |  |
|                | Roger Séri               | Divers droite  | 278          | 0,74         |             |             |  |
|                | Yann de Saint-Pol        | CNIP           | 252          | 0,67         |             |             |  |
|                | Juan Vittet              | MDD            | 170          | 0,45         |             |             |  |
|                |                          |                |              |              |             |             |  |
| Inscrits       | Inscrits                 | Inscrits       | 57 754       | 100,00       | 57 754      | 100,00      |  |
| Abstentions    | Abstentions              | Abstentions    | 18 867       | 32,67        | 19 550      | 33,85       |  |
| Votants        | Votants                  | Votants        | 38 887       | 67,33        | 38 204      | 66,15       |  |
| Blancs et nuls | Blancs et nuls           | Blancs et nuls | 1 410        | 3,63         | 2 261       | 5,92        |  |
| Exprimés       | Exprimés                 | Exprimés       | 37 477       | 96,37        | 35 943      | 94,08       |  |

#### Deuxième circonscription (Bois-Guillaume)
| Candidat       | Candidat                  | Parti          | Premier tour | Premier tour | Second tour | Second tour |  |
| Candidat       | Candidat                  | Parti          | Voix         | %            | Voix        | %           |  |
| -------------- | ------------------------- | -------------- | ------------ | ------------ | ----------- | ----------- |  |
|                | Pierre Albertini élu      | UDF (PPDF)     | 20 176       | 39,09        | 29 209      | 58,23       |  |
|                | Dominique Gambier sortant | PS (ADFP)      | 10 827       | 20,97        | 20 952      | 41,77       |  |
|                | Josette Bossard           | FN             | 6 145        | 11,9         |             |             |  |
|                | Christine Rambaud         | GÉ (EÉ)        | 5 573        | 10,8         |             |             |  |
|                | Gérard Simon              | Divers droite  | 3 864        | 7,49         |             |             |  |
|                | Claude Lainé              | PCF            | 3 740        | 7,25         |             |             |  |
|                | Benoit Pétel              | Divers         | 942          | 1,82         |             |             |  |
|                | Josiane Guillot           | LT-LNÉ         | 352          | 0,68         |             |             |  |
|                |                           |                |              |              |             |             |  |
| Inscrits       | Inscrits                  | Inscrits       | 77 888       | 100,00       | 77 888      | 100,00      |  |
| Abstentions    | Abstentions               | Abstentions    | 23 791       | 30,55        | 23 992      | 30,8        |  |
| Votants        | Votants                   | Votants        | 54 097       | 69,45        | 53 896      | 69,2        |  |
| Blancs et nuls | Blancs et nuls            | Blancs et nuls | 2 478        | 4,58         | 3 735       | 6,93        |  |
| Exprimés       | Exprimés                  | Exprimés       | 51 619       | 95,42        | 50 161      | 93,07       |  |

#### Troisième circonscription (Sotteville-lès-Rouen)
| Candidat          | Candidat                   | Parti          | Premier tour | Premier tour | Second tour | Second tour |  |
| Candidat          | Candidat                   | Parti          | Voix         | %            | Voix        | %           |  |
| ----------------- | -------------------------- | -------------- | ------------ | ------------ | ----------- | ----------- |  |
|                   | Serge Cramoisan            | UDF (PSD)      | 8 402        | 22,89        | 14 864      | 41,64       |  |
|                   | Michel Grandpierre élu     | PCF (RFP)      | 8 379        | 22,82        | 20 830      | 58,36       |  |
|                   | Pierre Bourguignon sortant | PS (ADFP)      | 8 342        | 22,72        | Retrait     | Retrait     |  |
|                   | Gilles Pennelle            | FN             | 5 173        | 14,09        |             |             |  |
|                   | Jean-Pierre Girod          | Les Verts (EÉ) | 3 070        | 8,36         |             |             |  |
|                   | Daniel Moison              | Divers droite  | 952          | 2,59         |             |             |  |
|                   | Liliane Jullian            | LT-LNÉ         | 874          | 2,38         |             |             |  |
|                   | Jean-Pierre Paris          | LO             | 728          | 1,98         |             |             |  |
|                   | Gabriel Calippe            | PT             | 434          | 1,18         |             |             |  |
|                   | Michèle Ernis              | LCR            | 360          | 0,98         |             |             |  |
|                   |                            |                |              |              |             |             |  |
| Inscrits          | Inscrits                   | Inscrits       | 56 656       | 100,00       | 56 656      | 100,00      |  |
| Abstentions       | Abstentions                | Abstentions    | 18 020       | 31,81        | 18 068      | 31,89       |  |
| Votants           | Votants                    | Votants        | 38 636       | 68,19        | 38 588      | 68,11       |  |
| Blancs et nuls    | Blancs et nuls             | Blancs et nuls | 1 922        | 4,97         | 2 894       | 7,5         |  |
| Exprimés          | Exprimés                   | Exprimés       | 36 714       | 95,03        | 35 694      | 92,5        |  |
| Source : Le Monde |                            |                |              |              |             |             |  |

#### Quatrième circonscription (Elbeuf)
| Candidat       | Candidat                     | Parti             | Premier tour | Premier tour | Second tour | Second tour |  |
| Candidat       | Candidat                     | Parti             | Voix         | %            | Voix        | %           |  |
| -------------- | ---------------------------- | ----------------- | ------------ | ------------ | ----------- | ----------- |  |
|                | Laurent Fabius sortant réélu | PS (ADFP)         | 12 655       | 27,67        | 23 147      | 52,04       |  |
|                | Michel Baldenweck            | UDF (CDS)         | 11 225       | 24,54        | 21 328      | 47,96       |  |
|                | Guillaume de Tarlé           | FN                | 7 998        | 17,49        |             |             |  |
|                | Patrice Dupray               | PCF               | 5 634        | 12,32        |             |             |  |
|                | Dominique Aupierre           | GÉ (EÉ)           | 3 282        | 7,18         |             |             |  |
|                | Juan Heredias                | LO                | 1 453        | 3,18         |             |             |  |
|                | Marc Dieuleveut              | Divers écologiste | 1 302        | 2,85         |             |             |  |
|                | Michèle Bolufer              | LT-LNÉ            | 1 076        | 2,35         |             |             |  |
|                | Laurent-Xavier Morin         | CNIP              | 593          | 1,30         |             |             |  |
|                | Régis Louail                 | LCR               | 517          | 1,13         |             |             |  |
|                |                              |                   |              |              |             |             |  |
| Inscrits       | Inscrits                     | Inscrits          | 69 093       | 100,00       | 69 087      | 100,00      |  |
| Abstentions    | Abstentions                  | Abstentions       | 20 106       | 29,1         | 19 762      | 28,6        |  |
| Votants        | Votants                      | Votants           | 48 987       | 70,9         | 49 325      | 71,4        |  |
| Blancs et nuls | Blancs et nuls               | Blancs et nuls    | 3 252        | 6,64         | 4 850       | 9,83        |  |
| Exprimés       | Exprimés                     | Exprimés          | 45 735       | 93,36        | 44 475      | 90,17       |  |

#### Cinquième circonscription (Barentin)
| Candidat       | Candidat                         | Parti                      | Premier tour | Premier tour | Second tour | Second tour |  |
| Candidat       | Candidat                         | Parti                      | Voix         | %            | Voix        | %           |  |
| -------------- | -------------------------------- | -------------------------- | ------------ | ------------ | ----------- | ----------- |  |
|                | Daniel Laboure                   | RPR (UPF)                  | 17 882       | 32,98        | 26 318      | 48,13       |  |
|                | Jean-Claude Bateux sortant réélu | PS (ADFP)                  | 13 614       | 25,11        | 28 368      | 51,87       |  |
|                | Colette Privat                   | PCF (RFP)                  | 8 965        | 16,53        |             |             |  |
|                | Dominique Zurcher                | FN                         | 5 819        | 10,73        |             |             |  |
|                | Christian Pedron                 | GÉ (EÉ)                    | 4 515        | 8,33         |             |             |  |
|                | Charles Soubeyran                | LO                         | 1 370        | 2,53         |             |             |  |
|                | Jacques Hauguel                  | Divers                     | 1 128        | 2,08         |             |             |  |
|                | Jacques Carrier                  | Divers gauche (Maj. prés.) | 561          | 1,03         |             |             |  |
|                | Marcel Chopine                   | LT-LNÉ                     | 373          | 0,69         |             |             |  |
|                |                                  |                            |              |              |             |             |  |
| Inscrits       | Inscrits                         | Inscrits                   | 81 065       | 100,00       | 81 058      | 100,00      |  |
| Abstentions    | Abstentions                      | Abstentions                | 23 510       | 29           | 22 416      | 27,65       |  |
| Votants        | Votants                          | Votants                    | 57 555       | 71           | 58 642      | 72,35       |  |
| Blancs et nuls | Blancs et nuls                   | Blancs et nuls             | 3 328        | 5,78         | 3 956       | 6,75        |  |
| Exprimés       | Exprimés                         | Exprimés                   | 54 227       | 94,22        | 54 686      | 93,25       |  |

#### Sixième circonscription (Bolbec)
| Candidat       | Candidat             | Parti          | Premier tour | Premier tour | Second tour | Second tour |  |
| Candidat       | Candidat             | Parti          | Voix         | %            | Voix        | %           |  |
| -------------- | -------------------- | -------------- | ------------ | ------------ | ----------- | ----------- |  |
|                | Denis Merville élu   | RPR (UPF)      | 16 602       | 34,09        | 24 344      | 51,22       |  |
|                | Paul Dhaille sortant | PS (ADFP)      | 9 463        | 19,43        | 23 185      | 48,78       |  |
|                | Maryvonne Rioual     | PCF            | 8 413        | 17,27        |             |             |  |
|                | Patrick Mazet        | FN             | 5 449        | 11,19        |             |             |  |
|                | Joël Valette         | Les Verts (EÉ) | 3 430        | 7,04         |             |             |  |
|                | Christian Le Goff    | CPNT           | 1 899        | 3,9          |             |             |  |
|                | Jean-Marc Varin      | LO             | 1 371        | 2,82         |             |             |  |
|                | Denis Guéret         | Divers         | 913          | 1,87         |             |             |  |
|                | Marcel Chopine       | LT-LNÉ         | 664          | 1,36         |             |             |  |
|                | Pierre Étourneau     | Divers droite  | 497          | 1,02         |             |             |  |
|                |                      |                |              |              |             |             |  |
| Inscrits       | Inscrits             | Inscrits       | 73 882       | 100,00       | 73 878      | 100,00      |  |
| Abstentions    | Abstentions          | Abstentions    | 22 737       | 30,77        | 22 759      | 30,81       |  |
| Votants        | Votants              | Votants        | 51 145       | 69,23        | 51 119      | 69,19       |  |
| Blancs et nuls | Blancs et nuls       | Blancs et nuls | 2 444        | 4,78         | 3 590       | 7,02        |  |
| Exprimés       | Exprimés             | Exprimés       | 48 701       | 95,22        | 47 529      | 92,98       |  |

#### Septième circonscription (Le Havre-Centre)
| Candidat       | Candidat                        | Parti          | Premier tour | Premier tour | Second tour | Second tour |  |
| Candidat       | Candidat                        | Parti          | Voix         | %            | Voix        | %           |  |
| -------------- | ------------------------------- | -------------- | ------------ | ------------ | ----------- | ----------- |  |
|                | Antoine Rufenacht sortant réélu | RPR (UPF)      | 17 424       | 45,45        | 21 699      | 75,11       |  |
|                | Daniel Blot                     | FN             | 5 462        | 14,25        | 7 190       | 24,89       |  |
|                | Éric Donfu                      | PS (ADFP)      | 5 172        | 13,49        |             |             |  |
|                | Gérard Heuze                    | PCF            | 4 846        | 12,64        |             |             |  |
|                | Pierre Dieulafait               | Les Verts (EÉ) | 3 413        | 8,9          |             |             |  |
|                | Bernard Lerêtre                 | LT-LNÉ         | 1 359        | 3,55         |             |             |  |
|                | Jean-Paul Nail                  | LCR            | 657          | 1,71         |             |             |  |
|                |                                 |                |              |              |             |             |  |
| Inscrits       | Inscrits                        | Inscrits       | 60 684       | 100,00       | 60 684      | 100,00      |  |
| Abstentions    | Abstentions                     | Abstentions    | 20 618       | 33,98        | 24 555      | 40,46       |  |
| Votants        | Votants                         | Votants        | 40 066       | 66,02        | 36 129      | 59,54       |  |
| Blancs et nuls | Blancs et nuls                  | Blancs et nuls | 1 733        | 4,33         | 7 240       | 20,04       |  |
| Exprimés       | Exprimés                        | Exprimés       | 38 333       | 95,67        | 28 889      | 79,96       |  |

#### Huitième circonscription (Le Havre-Nord)
| Candidat       | Candidat                    | Parti             | Premier tour | Premier tour | Second tour | Second tour |
| Candidat       | Candidat                    | Parti             | Voix         | %            | Voix        | %           |
| -------------- | --------------------------- | ----------------- | ------------ | ------------ | ----------- | ----------- |
|                | Daniel Colliard élu         | PCF               | 8 878        | 26,77        | 17 936      | 54,42       |
|                | Agathe Cahierre             | UDF (CDS)         | 8 379        | 25,26        | 15 020      | 45,58       |
|                | Philippe Fouché-Saillenfest | FN                | 5 929        | 17,87        |             |             |
|                | Joseph Menga                | PS (ADFP)         | 4 514        | 13,61        |             |             |
|                | Bernard Despierre           | GÉ (EÉ)           | 2 249        | 6,78         |             |             |
|                | Lucienne Kirche             | LT-LNÉ            | 976          | 2,94         |             |             |
|                | Martine Leplanquois         | LO                | 645          | 1,94         |             |             |
|                | Alain Guillemet             | PT                | 536          | 1,62         |             |             |
|                | Jean-Denis Chevereau        | Divers écologiste | 503          | 1,52         |             |             |
|                | Olivier de Noyette          | CNIP              | 291          | 0,88         |             |             |
|                | Dominique Maresq            | UÉD               | 270          | 0,81         |             |             |
|                |                             |                   |              |              |             |             |
| Inscrits       | Inscrits                    | Inscrits          | 55 863       | 100,00       | 55 862      | 100,00      |
| Abstentions    | Abstentions                 | Abstentions       | 20 892       | 37,40        | 20 401      | 36,52       |
| Votants        | Votants                     | Votants           | 34 971       | 62,60        | 35 461      | 63,48       |
| Blancs et nuls | Blancs et nuls              | Blancs et nuls    | 1 799        | 5,15         | 2 505       | 7,06        |
| Exprimés       | Exprimés                    | Exprimés          | 33 170       | 94,85        | 32 956      | 92,94       |

#### Neuvième circonscription (Fécamp)
| Candidat       | Candidat                   | Parti          | Premier tour | Premier tour | Second tour | Second tour |  |
| Candidat       | Candidat                   | Parti          | Voix         | %            | Voix        | %           |  |
| -------------- | -------------------------- | -------------- | ------------ | ------------ | ----------- | ----------- |  |
|                | Charles Revet élu          | UDF (PR)       | 22 876       | 43,32        | 28 854      | 53,68       |  |
|                | Frédérique Bredin sortante | PS (ADFP)      | 16 825       | 20,97        | 24 895      | 46,32       |  |
|                | Claude Courbot             | FN             | 5 367        | 10,16        |             |             |  |
|                | Raymond Lecacheur          | PCF            | 3 828        | 7,25         |             |             |  |
|                | Michel-Léopold Jouvin      | GÉ (EÉ)        | 3 401        | 6,44         |             |             |  |
|                | Miguel Bigot               | LT-LNÉ         | 512          | 0,97         |             |             |  |
|                |                            |                |              |              |             |             |  |
| Inscrits       | Inscrits                   | Inscrits       | 74 760       | 100,00       | 74 756      | 100,00      |  |
| Abstentions    | Abstentions                | Abstentions    | 19 719       | 26,38        | 18 327      | 24,52       |  |
| Votants        | Votants                    | Votants        | 55 041       | 73,62        | 56 429      | 75,48       |  |
| Blancs et nuls | Blancs et nuls             | Blancs et nuls | 2 232        | 4,06         | 2 680       | 4,75        |  |
| Exprimés       | Exprimés                   | Exprimés       | 52 809       | 95,94        | 53 749      | 95,25       |  |

#### Dixième circonscription (Yvetot)
| Candidat       | Candidat                     | Parti          | Premier tour | Premier tour | Second tour | Second tour |  |
| Candidat       | Candidat                     | Parti          | Voix         | %            | Voix        | %           |  |
| -------------- | ---------------------------- | -------------- | ------------ | ------------ | ----------- | ----------- |  |
|                | Alfred Trassy-Paillogues élu | RPR (UPF)      | 23 825       | 45,59        | 29 293      | 56,09       |  |
|                | Jean-Marie Leduc sortant     | PS (ADFP)      | 14 786       | 28,29        | 22 930      | 43,91       |  |
|                | Alain Gauthier               | FN             | 5 174        | 9,9          |             |             |  |
|                | Antoine Leforestier          | GÉ (EÉ)        | 4 794        | 9,17         |             |             |  |
|                | Michel Tieursin              | PCF            | 3 295        | 6,31         |             |             |  |
|                | Raymond Riquet               | LT-LNÉ         | 386          | 0,74         |             |             |  |
|                |                              |                |              |              |             |             |  |
| Inscrits       | Inscrits                     | Inscrits       | 73 659       | 100,00       | 73 751      | 100,00      |  |
| Abstentions    | Abstentions                  | Abstentions    | 18 662       | 25,34        | 18 560      | 25,17       |  |
| Votants        | Votants                      | Votants        | 54 997       | 74,66        | 55 191      | 74,83       |  |
| Blancs et nuls | Blancs et nuls               | Blancs et nuls | 2 737        | 4,98         | 2 968       | 5,38        |  |
| Exprimés       | Exprimés                     | Exprimés       | 52 260       | 95,02        | 52 223      | 94,62       |  |

#### Onzième circonscription (Dieppe)
| Candidat       | Candidat              | Parti          | Premier tour | Premier tour | Second tour | Second tour |  |
| Candidat       | Candidat              | Parti          | Voix         | %            | Voix        | %           |  |
| -------------- | --------------------- | -------------- | ------------ | ------------ | ----------- | ----------- |  |
|                | Édouard Leveau élu    | RPR (UPF)      | 19 469       | 40,83        | 26 560      | 56,59       |  |
|                | Jean Beaufils sortant | PS (ADFP)      | 9 702        | 20,34        | 20 375      | 43,41       |  |
|                | Christian Cuvilliez   | PCF            | 7 491        | 15,71        |             |             |  |
|                | Edgar Planchons       | FN             | 4 516        | 9,47         |             |             |  |
|                | Gilles Euzenat        | Les Verts (EÉ) | 2 995        | 8,37         |             |             |  |
|                | Michèle Petiteville   | LO             | 1 713        | 3,59         |             |             |  |
|                | Laurence Delannoy     | LT-LNÉ         | 790          | 1,65         |             |             |  |
|                |                       |                |              |              |             |             |  |
| Inscrits       | Inscrits              | Inscrits       | 71 792       | 100,00       | 71 788      | 100,00      |  |
| Abstentions    | Abstentions           | Abstentions    | 21 581       | 30,06        | 21 212      | 29,55       |  |
| Votants        | Votants               | Votants        | 50 211       | 69,94        | 50 576      | 70,45       |  |
| Blancs et nuls | Blancs et nuls        | Blancs et nuls | 2 535        | 5,05         | 3 641       | 7,2         |  |
| Exprimés       | Exprimés              | Exprimés       | 47 676       | 94,95        | 46 935      | 92,8        |  |

#### Douzième circonscription (Gournay-en-Bray)
| Candidat       | Candidat                    | Parti          | Premier tour | Premier tour | Second tour | Second tour |  |
| Candidat       | Candidat                    | Parti          | Voix         | %            | Voix        | %           |  |
| -------------- | --------------------------- | -------------- | ------------ | ------------ | ----------- | ----------- |  |
|                | Alain Le Vern sortant réélu | PS (ADFP)      | 17 024       | 36,47        | 26 886      | 55,76       |  |
|                | Pierre Blot                 | RPR (UPF)      | 12 809       | 27,44        | 21 327      | 44,23       |  |
|                | Michel Lejeune              | Divers droite  | 6 095        | 13,05        |             |             |  |
|                | Patrick Debonne             | FN             | 4 346        | 9,31         |             |             |  |
|                | Jean-Claude Ravenel         | Les Verts (EÉ) | 2 699        | 5,78         |             |             |  |
|                | François Le Roy             | Divers droite  | 1 756        | 3,76         |             |             |  |
|                | Christian Pierre            | PCF            | 1 627        | 3,48         |             |             |  |
|                | Martine Merceron-Vicat      | LT-LNÉ         | 319          | 0,68         |             |             |  |
|                |                             |                |              |              |             |             |  |
| Inscrits       | Inscrits                    | Inscrits       | 66 164       | 100,00       | 66 151      | 100,00      |  |
| Abstentions    | Abstentions                 | Abstentions    | 17 248       | 26,07        | 15 620      | 23,61       |  |
| Votants        | Votants                     | Votants        | 48 916       | 73,93        | 50 531      | 76,39       |  |
| Blancs et nuls | Blancs et nuls              | Blancs et nuls | 2 241        | 4,58         | 2 318       | 4,59        |  |
| Exprimés       | Exprimés                    | Exprimés       | 46 675       | 95,42        | 48 213      | 95,41       |  |